# 성작

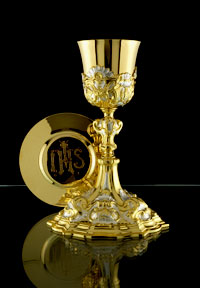
바로크 양식의 성작과 성반

성작(聖爵, 라틴어: Calix은 기독교에서 사용하는 제구(祭具) 중의 하나로 성찬 전례(영성체)를 거행할 때에 성찬용 포도주를 담는 잔이다. 일반적으로 값비싼 합금을 재료로 만들어지며, 때때로 에나멜이나 보석으로 화려하게 치장하기도 한다.
성작은 초기 기독교 때부터 쭉 사용되어 왔다. 성경을 보면 최후의 만찬에서 예수는 제자들에게 빵과 잔에 든 포도주를 나누어 주며 “너희는 나를 기억하여 이를 행하여라.”(루카 22,19)라고 당부하였으며, 사도 바오로 또한 코린토 신자들에게 보낸 첫째 서간 11장 23~26장에서 성찬례는 기독교 전례의 중심이라고 가르쳤다. 이에 따라 성작은 매우 중요한 제구로서 매우 훌륭하게 장식되었으며 조심스럽게 다루어지게 되었다. 초창기 성작들은 커다란 그릇에 두 개의 손잡이가 달린 형태를 하고 있었으며, 시간이 흐르면서 성작의 크기는 작아지고 성작을 놓을 때 쓰러지지 않기 위해 잔을 받치는 밑의 받침 부분이 커졌다. 또한 기독교 미술의 양식이 변화하면서 각 시대마다 잔과 받침의 크기와 비례의 변화, 장식 기법, 재료에 따라 다양하게 변화하였다.

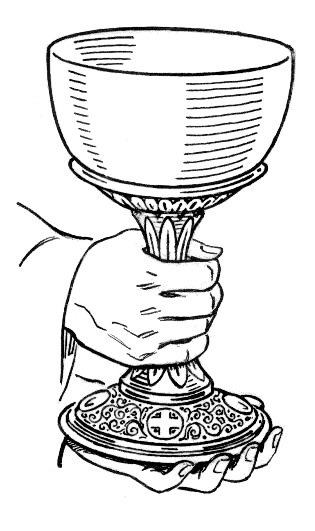

성작의 기본적인 형태는 포도주가 담기는 잔 부분(poculum)과 손잡이의 역할을 하는 중간의 줄기부분(nodus), 받침(fundamentum) 부분으로 구성되어 있는데 각 시대와 나라에 따라 다양한 재료를 사용하며 다양한 형태로 발전하였다. 서방 교회의 경우, 일반적으로 손잡이 부분과 받침 부분 사이에 어떤 장식이나 튀어나온 부위가 있어서 성작을 잡고 들어 올리는 일이 보다 용이하다. 가톨릭교회에서는 13세기 이후부터 제2차 바티칸 공의회 이전까지 성작들은 튤립 모양을 한 경우가 많았으며, 포도주를 담는 공간이 매우 좁았는데, 이는 미사 때 사제만이 성혈을 영할 수 있기 때문이었다. 하지만 오늘날에는 모든 성체 배령자들도 자유롭게 성혈을 모실 수 있기 때문에(양형 영성체), 오늘날의 성작은 과거에 비해 더 크게 제작되는 경향이 있다.
성작을 만드는 데 사용된 재질은 초대 교회에서는 주로 유리가 사용되었고 점차 구리, 청동, 천연수정, 마노 등이 사용되다가 기독교가 정식으로 공인되고 본격적인 성미술이 시작되는 콘스탄티누스 대제(306-337) 이후에는 금이나 은과 같은 귀금속을 주재료로 하고 진주와 칠보 등 다양한 보석을 사용하여 만들었다.
제2차 바티칸 공의회 이후 성작은 다시 초대 교회 시절의 단순하고 장식이 없는 기능적인 형태로 돌아갔다. 다만 쉽게 깨지거나 썩는 재료로 만들어서는 안 되고, 수분을 흡수하지 않는 재질을 사용하여야 한다. 또한 성작의 안쪽 면은 반드시 금으로 도금할 것을 규정하고 있다. 그릇을 받치는 대와 받침은 단단하고 품위 있는 재료를 사용하여야 하고, 성찬례가 거행되는 동안 성혈을 담은 성작이 넘어지는 일이 없도록 안전한 형태로 제작되어야 한다.
동방 정교회, 동방 가톨릭교회, 오리엔트 정교회 등의 동방 교회에서는 십자가상처럼 성작을 에나멜을 입히거나 조각을 새기고는 한다. 동방 교회에서는 서방 교회와는 달리 모든 성체 배령자가 의무적으로 성체와 성혈을 모두 영하는 양형 영성체 방식을 의무화하고 있다. 성체를 모실 때 성체 조각은 성작 안에 넣어지며, 성체 배령자들은 사제가 숟가락으로 성체와 성혈을 떠서 주면 입으로 받아 모신다. 이러한 까닭에 동방 교회의 성작들은 서방 교회의 성작들에 비해 크기가 더 크고, 잔 부분이 원형을 이루고 있다.

## 같이 보기
- 성배
- 성찬
- 미사
- 성합
- 성혈
- 성반